# Witternesse
Witternesse est une commune française située dans le département du Pas-de-Calais en région Hauts-de-France.
La commune fait partie de la communauté d'agglomération de Béthune-Bruay, Artois-Lys Romane qui regroupe 100 communes et compte 275 327 habitants en 2021.

## Géographie

### Localisation
Localisée dans l'est du département du Pas-de-Calais, Witternesse est une commune drainée par la  Laquette et située, à vol d'oiseau, à 4 km au sud-ouest de la commune d'Aire-sur-la-Lys (aire d'attraction) et à 15 km au nord-ouest de la commune de Béthune (chef-lieu d'arrondissement).
Le territoire de la commune est limitrophe de ceux de cinq communes.
Les communes limitrophes sont Aire-sur-la-Lys, Blessy, Lambres, Liettres et Quernes.

### Géologie et relief
La superficie de la commune est de 5,47 km2 ; son altitude varie de 18  à   62 mètres.

### Hydrographie
Le territoire de la commune est situé dans le bassin Artois-Picardie.
La commune est drainée par la Laquette, cours d'eau naturel non navigable de 23,39 km, qui prend sa source dans la commune de Beaumetz-lès-Aire et se jette dans la Lys au niveau de la commune d'Aire-sur-la-Lys.
C'est dans la commune que le ruisseau le madi de blessel (2 km) prend sa source dans et se jette dans le Mardyck Ruisseau - Leauwette au niveau de la commune d'Aire-sur-la-Lys.

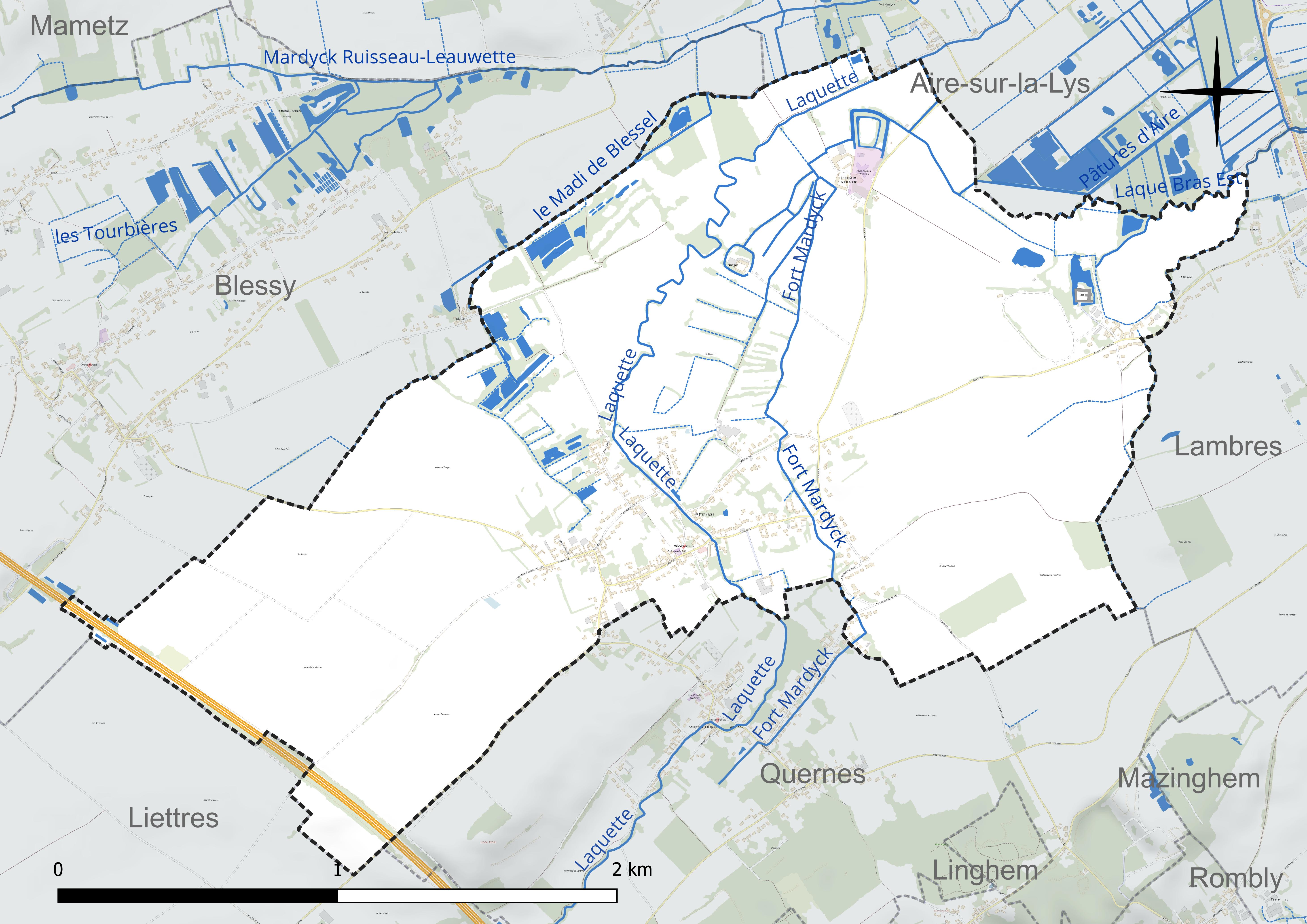
Réseau hydrographique de Witternesse.

### Climat
Pour des articles plus généraux, voir Climat des Hauts-de-France et Climat du Pas-de-Calais.
En 2010, le climat de la commune est de type climat océanique dégradé des plaines du Centre et du Nord, selon une étude du CNRS s'appuyant sur une série de données couvrant la période 1971-2000. En 2020, Météo-France publie une typologie des climats de la France métropolitaine dans laquelle la commune est exposée à un climat océanique et est dans la région climatique Côtes de la Manche orientale, caractérisée par un faible ensoleillement (1 550 h/an) ; forte humidité de l’air (plus de 20 h/jour avec humidité relative > 80 % en hiver), vents forts fréquents.
Pour la période 1971-2000, la température annuelle moyenne est de 10,4 °C, avec une amplitude thermique annuelle de 13,7 °C. Le cumul annuel moyen de précipitations est de 814 mm, avec 13 jours de précipitations en janvier et 8,1 jours en juillet. Pour la période 1991-2020, la température moyenne annuelle observée sur la station météorologique la plus proche, située sur la commune de Lillers à 10 km à vol d'oiseau, est de 11,1 °C et le cumul annuel moyen de précipitations est de 731,5 mm,. Pour l'avenir, les paramètres climatiques de la commune estimés pour 2050 selon différents scénarios d'émission de gaz à effet de serre sont consultables sur un site dédié publié par Météo-France en novembre 2022.

### Milieux naturels et biodiversité

#### Site géologique
Le territoire de la commune se situe sur le site géologique artésianisme dans la région de Lillers. Le site se compose d'une ancienne cressonnière reconvertie pour l’élevage  d'écrevisses, d'une ancienne cressonnière dont l'activité s'est complètement arrêtée et d'une ancienne cressonnière réhabilitée pour la culture « bio » du cresson.

## Urbanisme

### Typologie
Au 1er janvier 2024, Witternesse est catégorisée bourg rural, selon la nouvelle grille communale de densité à sept niveaux définie par l'Insee en 2022.
Elle est située hors unité urbaine. Par ailleurs la commune fait partie de l'aire d'attraction d'Aire-sur-la-Lys, dont elle est une commune de la couronne,. Cette aire, qui regroupe 15 communes, est catégorisée dans les aires de moins de 50 000 habitants,.

### Occupation des sols
L'occupation des sols de la commune, telle qu'elle ressort de la base de données européenne d’occupation biophysique des sols Corine Land Cover (CLC), est marquée par l'importance des territoires agricoles (94,4 % en 2018), une proportion sensiblement équivalente à celle de 1990 (95 %). La répartition détaillée en 2018 est la suivante : 
terres arables (65 %), prairies (21,6 %), zones agricoles hétérogènes (7,7 %), zones urbanisées (5,6 %). L'évolution de l’occupation des sols de la commune et de ses infrastructures peut être observée sur les différentes représentations cartographiques du territoire : la carte de Cassini (XVIIIe siècle), la carte d'état-major (1820-1866) et les cartes ou photos aériennes de l'IGN pour la période actuelle (1950 à aujourd'hui).

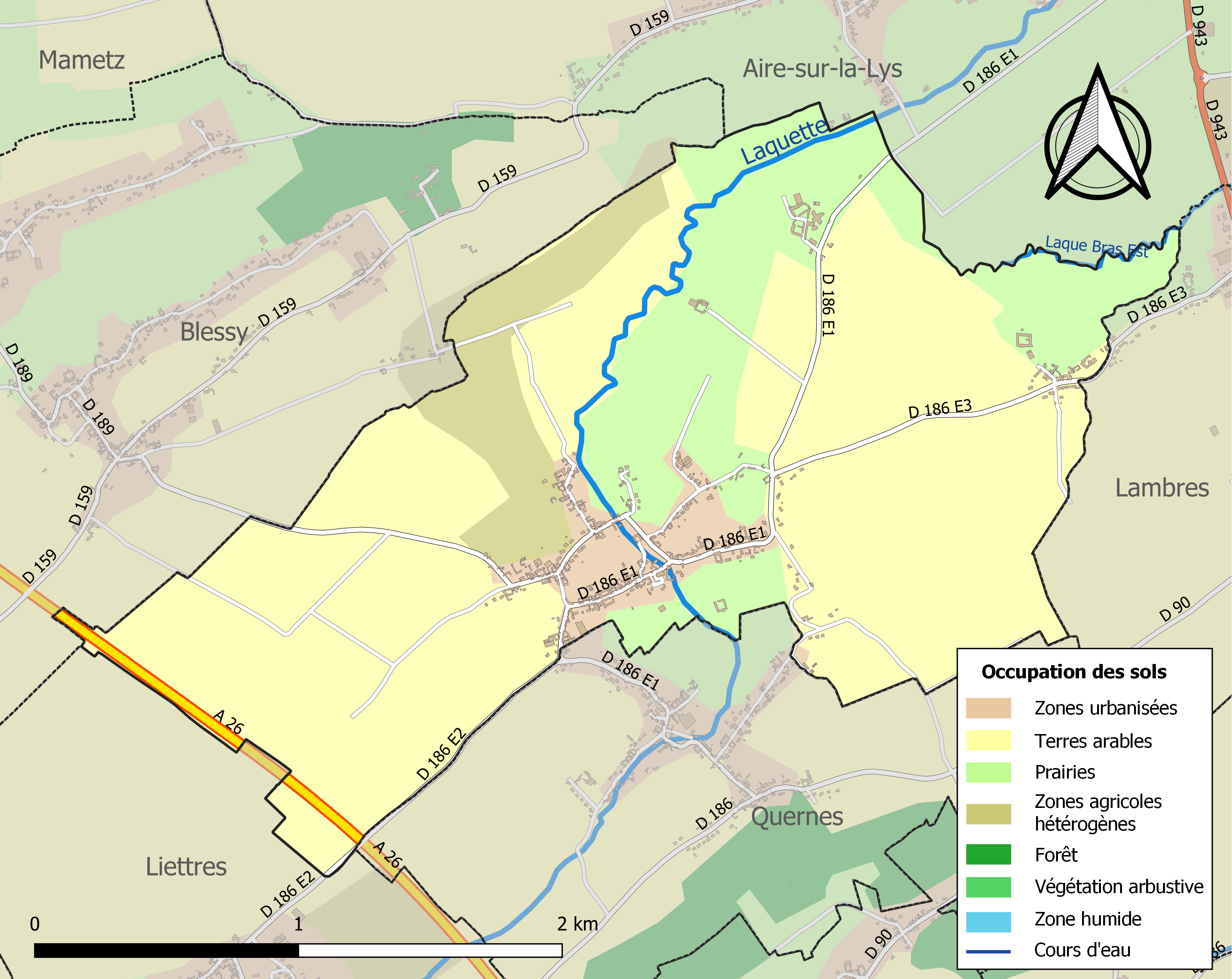
Carte des infrastructures et de l'occupation des sols de la commune en 2018 (CLC).

### Risques naturels et technologiques

#### Risque inondation
À la suite du passage des tempêtes Ciarán, Domingos et Elisa et des inondations et coulées de boue qui se sont produites, la commune est reconnue, par arrêté du 14 novembre 2023, en état de catastrophe naturelle pour inondations et coulées de boue sur la période du 2 au 12 novembre 2023, comme 179 autres communes du département.

## Toponymie
Le nom de la localité est attesté sous les formes Witernes (1119) ; Wautrenès (1365) ; Vieternès (vers 1512) ; Viternesse (1559) ; Witteness (1560) ; Wietrenes (1720) ; Wittreness (1739), Witernesse (1793), Wittrenesse (1801).
Witernes en flamand.

## Histoire
Au XIIIe siècle, un prieuré Saint-André était un monastère de chanoines réguliers fondé dans un local appelé Mangré.

## Politique et administration

### Découpage territorial
La commune se trouve dans l'arrondissement de Béthune du département du Pas-de-Calais.

#### Commune et intercommunalités
La commune est membre de la communauté d'agglomération de Béthune-Bruay, Artois-Lys Romane.

#### Circonscriptions administratives
La commune est rattachée au canton d'Aire-sur-la-Lys.

#### Circonscriptions électorales
Pour l'élection des députés, la commune fait partie de la huitième circonscription du Pas-de-Calais.

### Élections municipales et communautaires

#### Liste des maires
| Période                                  | Période                     | Identité          | Étiquette | Qualité                                    |
| ---------------------------------------- | --------------------------- | ----------------- | --------- | ------------------------------------------ |
| Les données manquantes sont à compléter. |                             |                   |           |                                            |
| mars 2001                                | 2014                        | Josette Vermersch |           |                                            |
| avril 2014                               | En cours (au 16 avril 2022) | Alain Ducrocq     |           | Militaire, Réélu pour le mandat 2020-2026, |

## Population et société

### Démographie

#### Évolution démographique
L'évolution du nombre d'habitants est connue à travers les recensements de la population effectués dans la commune depuis 1793. Pour les communes de moins de 10 000 habitants, une enquête de recensement portant sur toute la population est réalisée tous les cinq ans, les populations de référence des années intermédiaires étant quant à elles estimées par interpolation ou extrapolation. Pour la commune, le premier recensement exhaustif entrant dans le cadre du nouveau dispositif a été réalisé en 2004.

En 2022, la commune comptait 620 habitants, en évolution de +5,62 % par rapport à 2016 (Pas-de-Calais : −0,72 %, France hors Mayotte : +2,11 %).
| 1793 | 1800 | 1806 | 1821 | 1831 | 1836 | 1841 | 1846 | 1851 |
| ---- | ---- | ---- | ---- | ---- | ---- | ---- | ---- | ---- |
| 440  | 530  | 496  | 582  | 633  | 662  | 690  | 666  | 658  |

| 1856 | 1861 | 1866 | 1872 | 1876 | 1881 | 1886 | 1891 | 1896 |
| ---- | ---- | ---- | ---- | ---- | ---- | ---- | ---- | ---- |
| 694  | 712  | 732  | 721  | 733  | 772  | 793  | 828  | 820  |

| 1901 | 1906 | 1911 | 1921 | 1926 | 1931 | 1936 | 1946 | 1954 |
| ---- | ---- | ---- | ---- | ---- | ---- | ---- | ---- | ---- |
| 831  | 769  | 726  | 737  | 726  | 647  | 637  | 665  | 620  |

| 1962 | 1968 | 1975 | 1982 | 1990 | 1999 | 2004 | 2006 | 2009 |
| ---- | ---- | ---- | ---- | ---- | ---- | ---- | ---- | ---- |
| 588  | 587  | 573  | 523  | 552  | 534  | 556  | 562  | 576  |

| 2014 | 2019 | 2022 | - | - | - | - | - | - |
| ---- | ---- | ---- | - | - | - | - | - | - |
| 583  | 587  | 620  | - | - | - | - | - | - |

#### Pyramide des âges
En 2018, le taux de personnes d'un âge inférieur à 30 ans s'élève à 31,4 %, soit en dessous de la moyenne départementale (36,7 %). À l'inverse, le taux de personnes d'âge supérieur à 60 ans est de 25,1 % la même année, alors qu'il est de 24,9 % au niveau départemental.
En 2018, la commune comptait 290 hommes pour 297 femmes, soit un taux de 50,60 % de femmes, légèrement inférieur au taux départemental (51,50 %).
Les pyramides des âges de la commune et du département s'établissent comme suit.
| Hommes | Classe d’âge | Femmes |
| ------ | ------------ | ------ |
| 0,0    | 90 ou +      | 1,0    |
| 5,2    | 75-89 ans    | 9,1    |
| 18,6   | 60-74 ans    | 16,2   |
| 21,0   | 45-59 ans    | 21,2   |
| 23,1   | 30-44 ans    | 21,9   |
| 13,1   | 15-29 ans    | 11,1   |
| 19,0   | 0-14 ans     | 19,5   |

| Hommes | Classe d’âge | Femmes |
| ------ | ------------ | ------ |
| 0,5    | 90 ou +      | 1,6    |
| 5,6    | 75-89 ans    | 8,9    |
| 16,7   | 60-74 ans    | 18,1   |
| 20,2   | 45-59 ans    | 19,2   |
| 18,9   | 30-44 ans    | 18,1   |
| 18,2   | 15-29 ans    | 16,2   |
| 19,9   | 0-14 ans     | 17,9   |

## Culture locale et patrimoine

### Lieux et monuments
- Manoir - ferme de la Besvre. Le manoir-ferme en totalité, avec les machines agricoles qui y sont conservées est Monument Historique (cad. À 16 à 18, 213) : inscription aux monuments historiques par arrêté du 29 juillet 2005[32].
- Le moulin sur la Laquette. L'édifice, à l'architecture en rouges barres (alternance de lits de brique et de marne) a connu plusieurs modifications au fil des siècles. La partie la plus ancienne daterait au moins du XVIIe siècle, le bâtiment principal, quant à lui, aurait été achevé en 1828. L'ensemble du système hydraulique date du début du XIXe siècle. Le moulin était à huile, puis à blé, il possédait à l'origine quatre paires de meules, actionnées par une roue à aubes.
- L'église Saint-Martin du XVIe siècle et du XIXe siècle. La cloche est protégée comme monument historique à titre d'objet. Dans l'église, une plaque commémore les morts de la guerre 1914-1918.
- Le monument aux morts communal, du marbrier Ernest Rabischon d'Aire-sur-la-Lys, inauguré en 1921, commémore les victimes des guerres de 1914-1918, de 1940-1945 et d'Algérie. Deux stèles autour du monument commémorent les soldats bretons et les victimes civiles de la guerre 1940-1945.
- Une statue de la Vierge, mémorial de 1948, et deux calvaires.
- Les restes du prieuré Saint-André fondé en 1200[33]

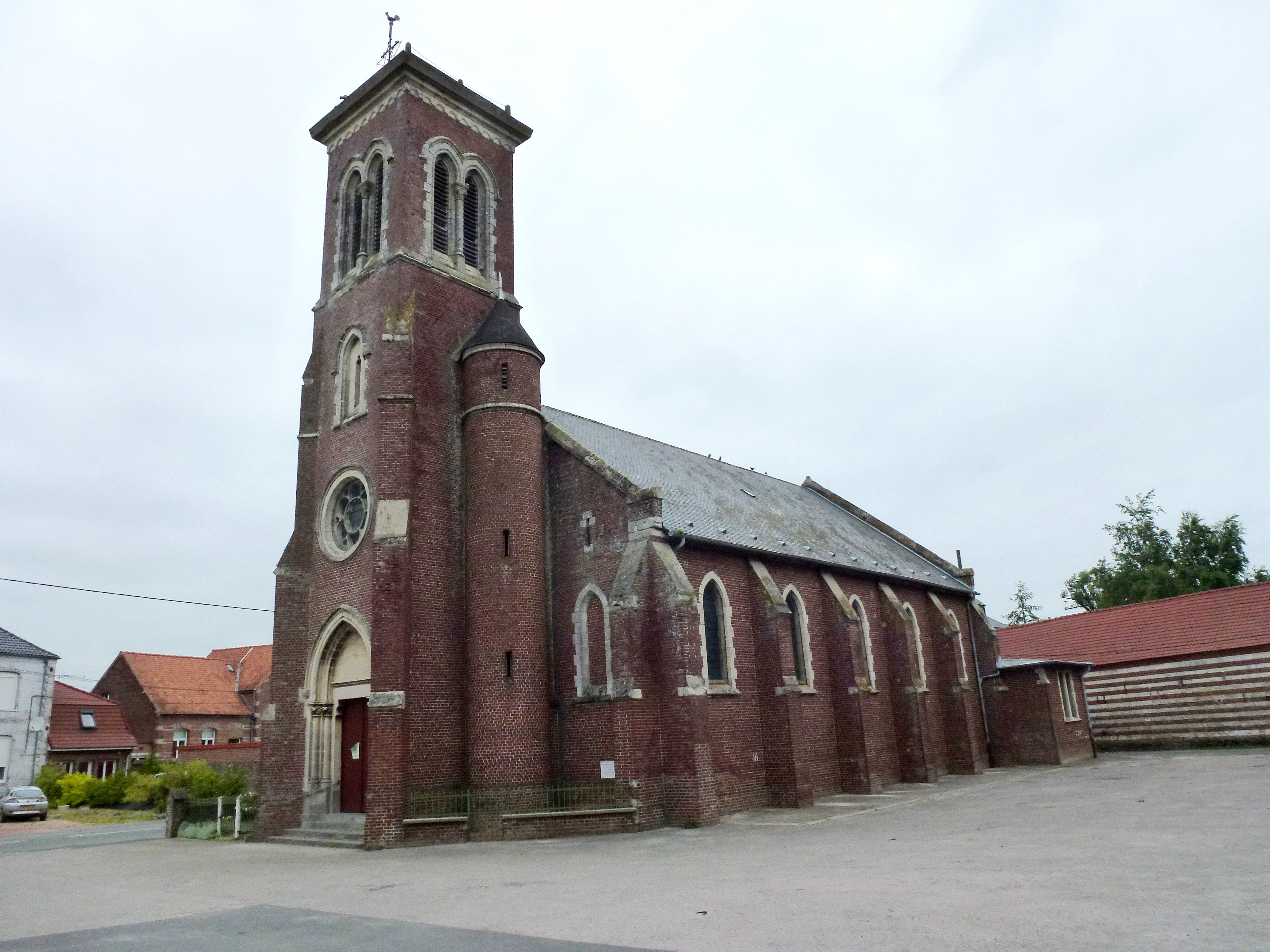
L'église Saint-Martin.
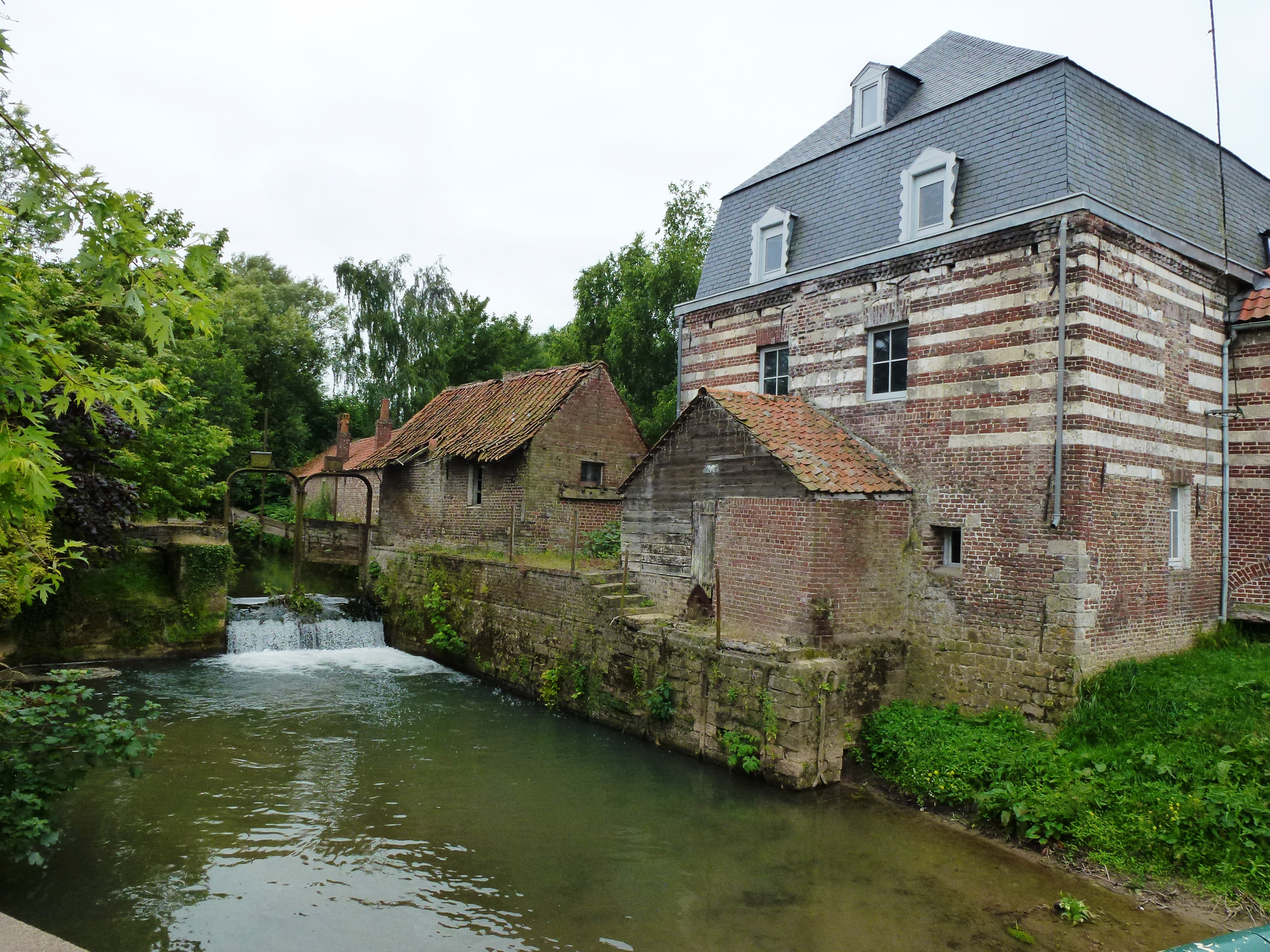
Le moulin.
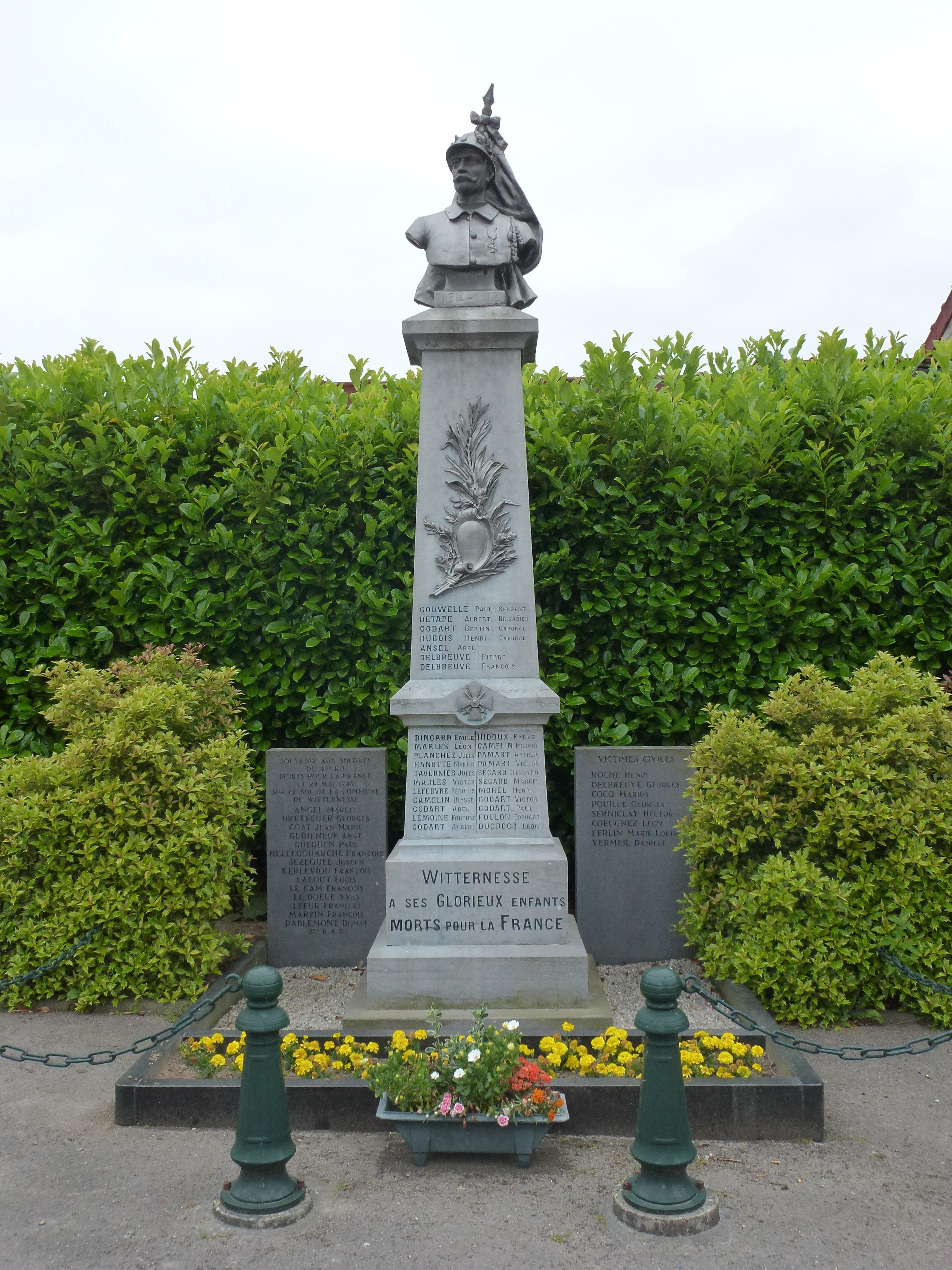
Le monument aux morts.

### Personnalités liées à la commune
- Jean-Baptiste Olivier (1765-1813), général des armées de la République et de l'Empire, né à Strasbourg, décédé en service à Witternesse.

### Héraldique
| Armes de Witternesse | Les armes de Witternesse se blasonnent ainsi : d'azur à deux œillets d'argent, à la bordure du même chargé de huit œillets du champ. |

## Pour approfondir

#### Bases de données, dictionnaires et encyclopédies
- Ressources relatives à la géographie :   - Insee (communes)
  - Ldh/EHESS/Cassini
- Ressource relative à plusieurs domaines :   - Annuaire du service public français
- Notices d'autorité :   - BnF (données)